# Kościół św. Józefa Robotnika w Chocianowie
Kościół świętego Józefa Robotnika – rzymskokatolicki kościół pomocniczy należący do parafii Wniebowzięcia Najświętszej Maryi Panny w Chocianowie.
Jest to budowla w stylu barokowym, wybudowana około 1680 roku i odrestaurowana w latach 1865-1866 i w XX wieku. Świątynia jest murowana, wzniesiono ją na planie krzyża greckiego z ramionami transeptu ozdobionymi bogatymi ścianami szczytowymi, prezbiterium na planie prostokąta oraz kolistą wieżą od strony zachodniej. We wnętrzu znajdują się renesansowa chrzcielnica z 1585 roku oraz całopostaciowy nagrobek z 1584 roku. 
Do 1945 roku był to kościół ewangelicki.